# Karsznice (powiat zduńskowolski)
Karsznice – wieś w Polsce położona w województwie łódzkim, w powiecie zduńskowolskim, w gminie Zduńska Wola. W latach 1975–1998 miejscowość należała administracyjnie do województwa sieradzkiego.
W latach 1959–1972 stanowiły wraz z Karsznicami osiedle Karsznice. Część wsi obejmującą osiedle kolejowe, stację kolejową i lokomotywownię w 1973 włączono w granice miasta Zduńska Wola.

## Historia
Nazwa Karsznice, być może, wywodzi się od staropolskiego wyrazu „karśniawy” – leworęki (St. Kozierowski). Pierwsza wzmianka z 1386 dotyczy Mikołaja (Nicolaus) de Karsnicze, Carsnicz. W 1398 występuje właściciel wsi Olbracht de Karsznicze, a pamiątką po nim była rola o nazwie Olbrachty – jako tzw. przyległość występująca jeszcze w XIX w. W 1552 pisano: Karsznycze. W XVI w. zamieszkują tu Karszniccy herbu Jastrzębiec, którzy z czasem podzielili się na dwie gałęzie: o przydomku Sasin z Karsznic Wlk. i Fundament z Karsznic Mł. W 1827 było tu 8 domów, 106 mieszkańców. Folwark miał obszar 689 mórg, było w nim 6 domów murowanych i 9 drewnianych oraz budynki gospodarcze, piękny park i staw obfity w ryby. Ok. XVIII w., w wyniku mariażu Franciszki Karśnickiej z Zygmuntem Jaksa Dobkiem, dobra zmieniły właścicieli. Ich córka Barbara została żoną Jiliana Malczewskiego, a z tego związku urodził się syn Franciszek Salezy. Zygmunt Dobek herbu Gryf był skarbnikiem sieradzkim (1772–1778), miecznikiem sieradzkim (1778–1793), pisarzem grodzkim bydgoskim i podstarościm sieradzkim.
W 1816, w wyniku działów majątkowych, powstały trzy schedy. Właściciel Karsznic Marceli Karczewski zginął w Warszawie w 1861 od salwy Rosjan w czasie demonstracji ulicznej urządzonej w 30. rocznicę bitwy o Olszynkę Grochowską. Ostatnim właścicielem Karsznic był Wierzchleyski (h. Berszten II), który odziedziczył majątek po ciotce Zofii – aż do II wojny światowej. Jest tu grób niemieckich żołnierzy poległych 30 listopada 1914.
O tej niewielkiej wsi zaczęło być głośno w Polsce w związku z budową linii kolejowej Śląsk–porty na mocy ustawy z 23 kwietnia 1925. Otóż linia ta przebiegała przez wieś o nazwie Karsznice. Roboty rozpoczęto wiosną 1928. Pierwszy pociąg ze Śląska dotarł tu 8 listopada 1930. W tym dniu w Karsznicach otwarto stację kolejową. Linię dokończyło Francusko-Polskie Towarzystwo Kolejowe S.A. w Paryżu w 1937. Zbudowano w Karsznicach również parowozownię oddaną do użytku 11 listopada 1933, a w 1934 na potrzeby kolei uruchomiono ujście wody na rzece Grabi w Bilewie. Wybudowano też osiedle mieszkaniowe dla 1300 kolejarzy i ich rodzin. Niemcy rozbudowali karsznicki węzeł kolejowy. W okresie wojny działała tu Samodzielna Placówka Kolejowa ZWZ-AK, prowadząca działalność wywiadowczą i sabotażową. Na przełomie 1942/1943 doszło do licznych aresztowań, a dwóch kolejarzy (Juliusza Syllę i Kazimierza Kałużewskiego) publicznie powieszono.
Po wojnie Zakład Taboru Kolejowego PKP rozbudowano i zmodernizowano. Jest tu Skansen Taboru Kolejowego. W skansenie zgromadzone są lokomotywy parowe, spalinowe i elektryczne z I połowy XX w. Obecnie osiedle kolejarskie stanowi osiedle Zduńskiej Woli (podział pomocniczy w lokalizacji miejskiej), a reszta historycznych Karsznic w których do tej pory znajduje się zrujnowany pałacyk dziedzica, pozostała pod starą nazwą Karsznice i utrzymała status wsi.

## Historia administracyjna
W latach 1867–1954 w gminie Zduńska Wola w powiecie sieradzkim. W Królestwie Polskim przynależała do guberni kaliskiej, a w okresie międzywojennym do woj. łódzkiego. Tam, 19 listopada 1933 utworzyły gromadę Karsznice w granicach gminy Zduńska Wola, składającą się z samej wsi Karsznice.
Podczas II wojny światowej włączone do III Rzeszy. Po wojnie ponownie w powiecie sieradzkim w woj. łódzkim. 1 lipca 1948 wyodrębniono z niej nową gromadę o nazwie Karsznice-Stacja Kolejowa (obecne osiedle Karsznice). W związku z reorganizacją administracji wiejskiej (zniesienie gmin) jesienią zarówno gromada Karsznice (wieś) jak i gromada Karsznice-Stacja Kolejowa weszły w skład nowo utworzonej gromady Karsznice. 31 grudnia 1959 gromadę Karsznice zniesiono w związku z nadaniem jej statusu osiedla. Cała wieś Karsznice stała się wtedy częścią osiedla Karsznice.
W związku z kolejną reformą administracyjną (odtworzenie gmin i zniesienie gromad i osiedli) 1 stycznia 1973 osiedle Karsznice zniesiono. Część, która przed reformą z 1954 stanowiła gromadę Karsznice-Stacja Kolejowa (osiedlową) włączono do Zduńskiej Woli jako Osiedle Karsznice, natomiast część wiejską (dawną gromadę Karsznice sprzed 1954) włączono z powrotem jako wieś do gminy Zduńska Wola.